# Comuna Malaia, Vâlcea
Malaia este o comună în județul Vâlcea, Oltenia, România, formată din satele Ciungetu, Malaia (reședința) și Săliștea.

## Demografie
Componența etnică a comunei Malaia
     Români (91,46%)
     Alte etnii (8,54%)
Componența confesională a comunei Malaia
     Ortodocși (89,32%)
     Alte religii (0,98%)
     Necunoscută (9,7%)
Conform recensământului efectuat în 2021, populația comunei Malaia se ridică la 1.639 de locuitori, în scădere față de recensământul anterior din 2011, când fuseseră înregistrați 1.703 locuitori. Majoritatea locuitorilor sunt români (91,46%). Din punct de vedere confesional, majoritatea locuitorilor sunt ortodocși (89,32%), iar pentru 9,7% nu se cunoaște apartenența confesională.

## Politică și administrație
Comuna Malaia este administrată de un primar și un consiliu local compus din 11 consilieri. Primarul, Gheorghe Dinculescu[*], de la Partidul Social Democrat, este în funcție din octombrie 2020. Începând cu alegerile locale din 2024, consiliul local are următoarea componență pe partide politice:
|  | Partid                             | Consilieri | Componența Consiliului | Componența Consiliului | Componența Consiliului | Componența Consiliului | Componența Consiliului |
|  | ---------------------------------- | ---------- | ---------------------- | ---------------------- | ---------------------- | ---------------------- | ---------------------- |
|  | Partidul Social Democrat           | 5          |                        |                        |                        |                        |                        |
|  | Partidul Național Liberal          | 3          |                        |                        |                        |                        |                        |
|  | Partidul PRO România               | 2          |                        |                        |                        |                        |                        |
|  | Partidul Mișcarea România Suverană | 1          |                        |                        |                        |                        |                        |